# Assemblée législative centrale
Pour les articles homonymes, voir Assemblée législative.
Old Secretariat (1919-1927)
Parliament House (1927-1947) (Delhi)
L'Assemblée législative centrale était la chambre basse de la législature du Raj britannique de 1920 à 1947.
L'Assemblée législative est créé par le Government of India Act de 1919 en même temps que le Conseil d'État en remplacement des pouvoirs législatifs du Conseil du gouverneur général. Les deux chambres sont remplacées par les Assemblées constituantes de l'Inde et du Pakistan au moment de l'indépendance en 1947.

## Composition

### Government of India Actde 1919
Le Government of India Act de 1919 donne à l'Assemblée législative la composition suivantes :
- 41 membres nommés :
  - 26 officiels dont 14 nommés par le gouvernement central du Raj et 12 par les provinces (2 chacune pour Madras, Bombay et le Bengale, 1 pour les Provinces-Unies, le Pendjab, le Bihar-et-Orissa, les Provinces centrales, l'Assam et la Birmanie) ;
  - 15 non-officiels dont cinq nommés par le gouvernement central représentant les chambres de commerce, les chrétiens indiens, les syndicats, les Anglo-Indiens et les classes défavorisées et 10 autres nommés par les provinces (2 pour le Bengale, les Provinces-Unies et le Pendjab, 1 pour Bombay, le Bihar-et-Orissa, le Berar et la Province de la Frontière du Nord-Ouest) ;
- 103 membres élus :
  - 51 élus dans des circonscriptions générales ;
  - 30 musulmans ;
  - 2 sikhs ;
  - 9 Européens ;
  - 7 propriétaires ;
  - 4 hommes d'affaires[2],[3].

Plus tard, un siège est ajouté pour chacune des provinces de Delhi, Ajmer-Merwara et la Province de la Frontière du Nord-Ouest.

### Government of India Actde 1935
Le Government of India Act de 1935 augmente le nombre de membres à 250 membres élus pour les provinces et 125 pour les États princiers. Toutefois, les élections pour cette législature réformée n'eurent jamais lieu.

### Présidence
Le Government of India Act de 1919 prévoit que le premier président de l'Assemblée législative est nommé par le vice-roi. Par la suite, il est élu par l'Assemblée mais doit recevoir l'approbation du vice-roi.

## Histoire
Dans les premiers temps, une partie du mouvement pour l'indépendance boycotte l'Assemblée législative. Lors des premières élections, en 1920, seuls 182 000 électeurs participent, sur un total d'un million d'inscrits.
Pour les élections de 1923 et 1926, Motilal Nehru quitte le Congrès et fonde le Swaraj Party qui participe aux élections. Malgré le pouvoir limité de l'Assemblée face au vice-roi, Motilal Nehru réussit à freiner certains projets de loi.
Le Congrès met fin à son boycott à partir de 1934.
La part de la population indienne habilitée à voter est restée très faible pendant toute l'existence de l'Assemblée législative : pour les élections de 1934, il y avait seulement 1 415 892 électeurs